# Пирамида Луны
Пирами́да Луны́ — второе по размеру строение после пирамиды Солнца в городе Теотиуакан, представляет собой его уменьшенную копию. Одно из самых больших зданий в Мезоамерике, высота пирамиды — 42 метра, ширина основания — 150 × 130 метров.

## Название
С некоторых индейских наречий название переводилось как «защитный камень» или «мать». Второе по размеру строение после пирамиды Солнца.

## История
Между 100 и 500 годами н. э. древние индейцы примерно в 40 км от современного Мехико построили город Теотиуакан. В это время Теотиуакан со своими 15 монументальными пирамидами и огромной торговой площадью был крупнее любого города Европы. Его площадь составляла почти 13 км² с населением в 200 000 человек. Теотиуакан построен за 700 лет до того, как ацтеки заложили свою столицу Теночтитлан.

## Архитектура

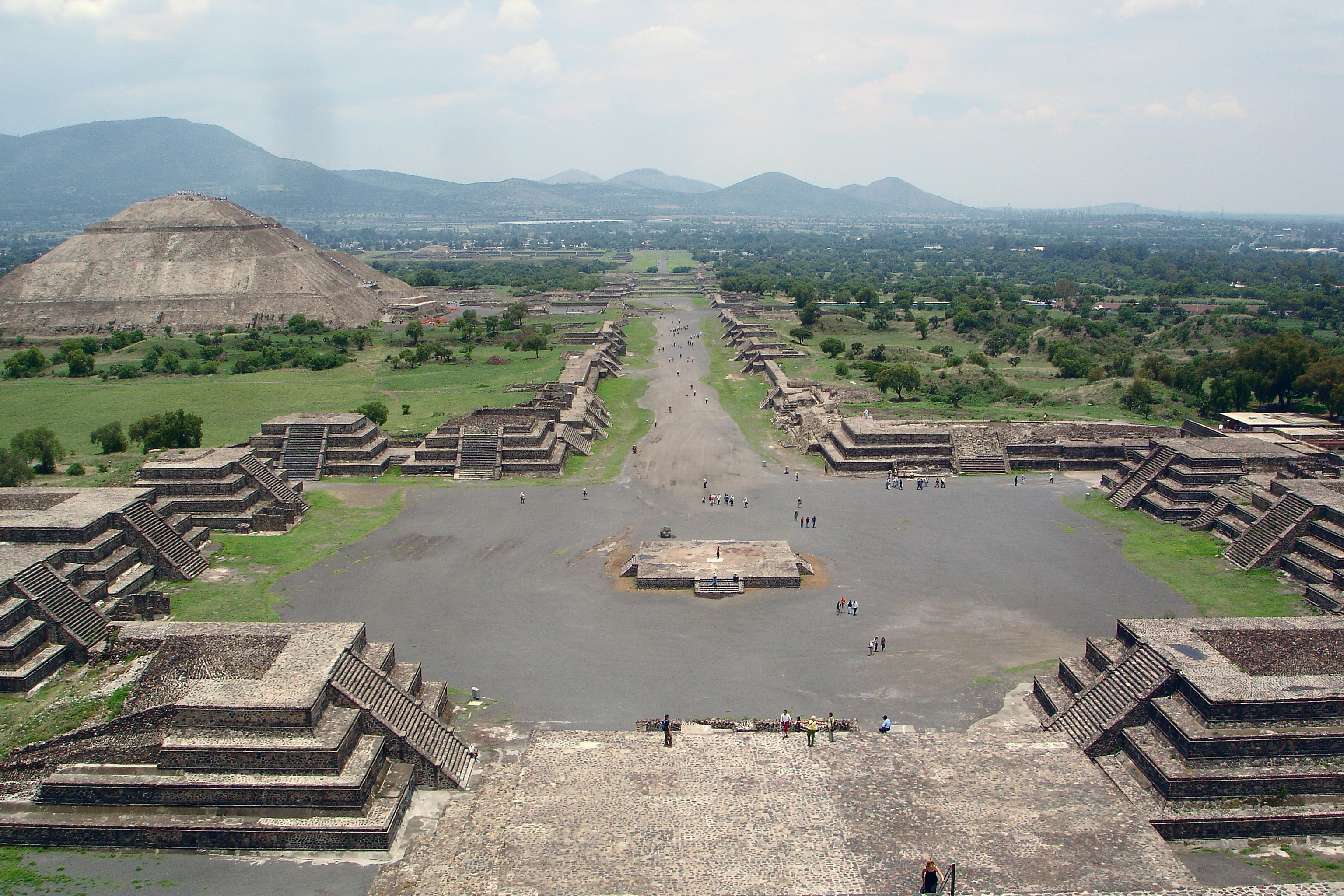
Вид с пирамиды Луны на Дорогу Мёртвых и пирамиду Солнца

Расположена в северной части города Теотиуакан, своими контурами повторяет Серро-Гордо. Под пирамидой Луны расположено ещё одно строение, которое старше Пирамиды Солнца (существовавшего уже до 200 года н. э.).
Пирамида Луны построена между 200 и 500 годами н. э., завершив двустороннюю симметрию храмового комплекса. Лестница пирамиды ведёт к Дороге Мёртвых (Calzada de los Muertos), на вершине располагается площадка, использовавшаяся для ритуальных церемоний в честь Чальчиутликуэ, богини воды и Луны.

## Погребальные камеры
В глубине пирамиды Луны в 1980-х годах археологи нашли погребальную камеру с останками 12 человеческих тел. У всех них были связаны руки за спиной, а 10 из них были обезглавлены и брошены в беспорядке посередине камеры. Согласно одной из версий, это были враги обитателей Теотиуакана.
Две другие жертвы, по-видимому, относились к местной элите, так как были аккуратно посажены, на них были украшения из нефрита, ожерелья из изделий, имитирующих человеческие челюсти и другие знаки высокого положения.
Пока не выяснено, в честь чего принесены в жертву эти люди, но известно, что ритуал совершён во время существенной перестройки этого древнего сооружения. Видимо, он символизировал растущее религиозное и политическое влияние города-государства. Об этом же говорит и центр камеры, в котором установлена большая мозаика из нефрита, окружённая 18 обсидиановыми ножами. Ничего подобного в Месоамерике не было найдено прежде. Также в камере найдены скелеты пяти волков (или койотов), три скелета пумы или ягуара и 13 останков орлов. Возможно, эти животные были символами воинов (воинских союзов).
В 2018 году археологи Национального института антропологии и истории вместе со специалистами Института геофизики Национального автономного университета Мексики, просканировав пирамиду с помощью электротомографии, обнаружили на глубине восьми метров подземный тоннель длиной 15 метров, ведущий в подземную камеру. Пока учёным неизвестно, что находится внутри неё, однако размеры лабиринтов и характер предыдущих находок указывают на символическое значение этого помещения. Исследователи считают, что под пирамидой находится образ «загробного мира», каким его видели жители Мезоамерики.